# Nikifor (arcybiskup Cypru)
Nikifor (zm. 1676) – zwierzchnik Cypryjskiego Kościoła Prawosławnego w latach 1641–1674.

## Życiorys
Wybrany na arcybiskup Nowej Justyniany i całego Cypru po trzyletnim wakacie na katedrze, po ucieczce arcybiskupa Chrystodulosa, w 1641. Był pierwszym prawosławnym arcybiskupem Cypru, którego wybór został uznany przez władze tureckie i który pełnił równocześnie obowiązki etnarchy Greków cypryjskich, odpowiedzialnego przed władzami za postawę tej społeczności. Działalność typowo religijną łączył z występowaniem w obronie praw społeczności greckiej wyspy przed władzami tureckimi. W Nikozji wzniósł katedrę św. Jana Teologa – główną świątynię Kościoła Cypru.
Kontynuował podjęte przez jego poprzednika tajne rozmowy z księciem sabaudzkim Karolem Emanuelem II, prosząc go o pomoc w wyzwoleniu Cypru spod władzy tureckiej. Wysiłki te nie przyniosły rezultatów.